# (500516) 2012 TO295
(500516) 2012 TO295 es un asteroide perteneciente al cinturón de asteroides, descubierto el 28 de febrero de 2009 por el equipo del Spacewatch desde el Observatorio Nacional de Kitt Peak, Arizona, Estados Unidos.

## Designación y nombre
Designado provisionalmente como 2012 TO295.

## Características orbitales
2012 TO295 está situado a una distancia media del Sol de 3,142 ua, pudiendo alejarse hasta 3,542 ua y acercarse hasta 2,743 ua. Su excentricidad es 0,127 y la inclinación orbital 13,60 grados. Emplea 2035,23 días en completar una órbita alrededor del Sol.

## Características físicas
La magnitud absoluta de 2012 TO295 es 16,2. 